# تسرهوو
تسرهوو (به چکی: Crhov) یک منطقهٔ مسکونی در جمهوری چک است که در ناحیه بلانسکو واقع شده‌است. تسرهوو ۳٫۶۷ کیلومتر مربع مساحت و ۱۶۴ نفر جمعیت دارد و ۵۳۸ متر بالاتر از سطح دریا واقع شده‌است.